# Juliana Kakraba
Juliana Kakraba (* 29. Dezember 1979) ist eine ehemalige ghanaische Fußballspielerin.

## Karriere
Kakraba kam während ihrer Vereinskarriere für die Ghatel Ladies (1999) zum Einsatz.
Die Mittelfeldspielerin nahm mit der ghanaischen Nationalmannschaft („Black Queens“) an den Weltmeisterschaften 1999 teil, wurde dabei jedoch wie drei ihrer Teamkolleginnen nicht eingesetzt.